# HMS Beagle
El HMS Beagle fue un bergantín de la clase Cherokee de la Marina Real británica botado en el río Támesis el 11 de mayo de 1820 desde los astilleros Woolwich. Tenía 27,5 metros de eslora; 7,5 metros de manga; 3,8 metros de calado; diez cañones; 235 toneladas de carga; y una tripulación de ciento veinte hombres.
En julio de ese mismo año, tomó parte en la Revista Naval de celebración por la coronación del rey Jorge IV, siendo el primer barco en navegar bajo el nuevo Puente de Londres, para quedar luego en la reserva, a flote y atracado pero sin mástiles o aparejos.
Después fue adaptado como bricbarca y participó en tres expediciones. En la segunda, bajo el mando del comandante Robert FitzRoy, viajó a bordo el joven naturalista Charles Darwin cuyo trabajo hizo del Beagle uno de los buques más famosos de la historia.

## Primer viaje (1826-1830)
En 1825 el Almirantazgo británico ordenó que dos buques fueran preparados para inspeccionar las costas meridionales de América del Sur. El 27 de septiembre de 1825 el Beagle atracó en el astillero de Woolwich para reparaciones y alistarse para sus nuevas tareas. Sus cañones fueron reducidos a seis y se le instaló un palo de mesana para mejorar su maniobrabilidad, por lo que su aparejo, fue modificado a bricbarca, buque de tres palos con velas cuadras en el trinquete y el mayor y cuchilla en el mesana.
En mayo de 1826 el HMS Adventure y el HMS Beagle estuvieron listos para cumplir la comisión. El HMS Adventure era un velero espacioso de 330 toneladas, sin cañones, excepto uno de saludo y una dotación de setenta y seis hombres. Fue puesto bajo el mando del Comandante Phillip Parker King quién además tenía el cargo de hidrógrafo y Comandante en Jefe de la expedición. El HMS Beagle con una dotación de sesenta y tres hombres estaba bajo el mando del comandante Pringle Stokes.
Las naves zarparon de Plymouth el 22 de mayo de 1826 rumbo a Río de Janeiro puerto en el que fondearon el 10 de agosto del mismo año, luego de hacer escala en Madeira, Tenerife y Saint Jago. El 2 de octubre prosiguieron hacia el Río de la Plata. El 19 de noviembre continuaron hacia el sur arribando a la entrada del estrecho de Magallanes el 20 de diciembre de 1826. En los primeros días de enero de 1827 fondearon en Puerto del Hambre, lugar que Parker King escogió como puerto base de la expedición.
El 12 de agosto de 1828 el comandante Pringle Stokes falleció luego de haberse disparado un tiro en su camarote doce días antes con el propósito de suicidarse. Parker King nombró en su reemplazo al teniente W.G. Skyring, segundo comandante del Beagle, pero en noviembre de 1828 el Comandante en Jefe de la Estación Naval Sudamericana en Río de Janeiro, contraalmirante Robert Otway, a bordo del HMS Ganges, nombró como comandante en propiedad del Beagle al teniente Robert Fitz-Roy, que se desempeñaba hasta ese momento como su Ayudante de Órdenes. Fitz-Roy tenía veintitrés años.
Durante este primer viaje y bajo el mando del comandante Stokes el Beagle efectuó trabajos hidrográficos en la parte occidental del estrecho de Magallanes, en los canales patagónicos chilenos: especialmente el golfo de Penas, la entrada norte del golfo Trinidad y el extremo norte de la isla Campana.
Bajo el mando del teniente Fitz-Roy efectuaron trabajos hidrográficos en la zona del canal Magdalena, en la parte sur de los archipiélagos que están al sur del estrecho de Magallanes, alcanzando las islas Diego Ramírez y el cabo de Hornos, descubrieron el canal Beagle. En febrero de 1830 un grupo de indígenas kawésqar robó un bote que el Beagle no pudo recuperar y en represalia Fitz-Roy embarcó a tres rehenes, kawésqar, y luego en mayo embarcó un cuarto joven de la tribu yagán que cambió por un botón de nácar y decidió llevarlos hasta Inglaterra y traerlos de regreso en una próxima oportunidad luego de que hubieran aprendido el idioma inglés y otras materias propias de la civilización occidental, les asignó los siguientes nombres y edades:
| York Minster 26, Boat Memory 20, Jemmy Button 14 (yagán), Fuegia Basket (una niña) 9. |

El 6 de agosto de 1830 el Beagle y el Adventure zarparon de Río de Janeiro hacia Inglaterra fondeando el 14 de octubre del mismo año en Plymouth. El Beagle fue desmantelado y pasó a la reserva.

## Segundo viaje (1831-1836)

Segundo viaje-Alrededor del mundo.

El teniente Fitz-Roy había supuesto que el levantamiento de las costas meridionales de Sudamérica continuaría y que a algún buque se le ordenaría este servicio en el cual esperaba devolver a los fueguinos a su tierra natal, sin embargo, al poco tiempo de su llegada a Inglaterra se enteró de que había ocurrido un cambio en las opiniones del Almirantazgo y que no había intenciones de continuar con el levantamiento. Ante esta situación fletó espacio en un pequeño buque mercante, el John of London, para que lo llevara a él y a otras cinco personas a la isla Grande de Tierra del Fuego donde desembarcaría a los tres fueguinos —Boat Memory había muerto de viruela al llegar a Inglaterra—, y posteriormente hasta Valparaíso para desembarcarlo a él y a su mayordomo James Bennett que lo acompañaría.
Estaba en estos preparativos, y Bennett ya había comprado unas cuantas cabras con las que pretendía poblar alguna de las islas de Tierra del Fuego cuando le contó sus planes a un tío, este fue al Almirantazgo y poco después le informó de que sería nombrado comandante del HMS Chanticleer para ir a Tierra del Fuego. El Chanticleer, fue examinado, y no fue encontrado apto para esta comisión por lo que con fecha 27 de junio de 1831 se le designó comandante del HMS Beagle, nave que fue dada de alta pasando al servicio activo con fecha 4 de julio de 1831 para que fuera preparada para un largo período de servicio en el extranjero pues el Almirantazgo había decidido continuar con los trabajos hidrográficos en Sudamérica y tenía entre sus prioridades determinar la longitud exacta de Río de Janeiro, establecer la posición del bajo Abrojos y luego continuar con los levantamientos de la costa de la Patagonia oriental entre el río de La Plata y el estrecho de Magallanes, del canal Beagle y el seno Ballenero, terminar algunos trabajos en el estrecho de Magallanes y seguir a Concepción o Valparaíso. Debería obtener vistas de recalada de las costas, especialmente de los cerros con su respectiva altura y registrar las mareas y datos meteorológicos de los lugares por los que navegara. Determinar rutas hacia los puertos de las islas Malvinas e islas Galápagos. Finalmente debía dirigirse a Tahití y a Port Jackson en Australia que eran puntos conocidos para verificar la marcha de los cronómetros. Debería efectuar una inspección geológica de un atolón de coral en el océano Pacífico, determinando sus límites y flujos de marea y regresar a Inglaterra cruzando el cabo Buena Esperanza.
El Beagle fue inmediatamente trasladado hasta un muelle en Devonport donde se le cambió la cubierta superior siendo levantada considerablemente, ocho pulgadas a popa y doce pulgadas en la proa, lo que mejoró su comportamiento en la mar y mejoró notablemente la habitabilidad de la nave. Se le colocó un revestimiento de dos pulgadas de tablones de abeto en el fondo del buque y se le renovó el fieltro y el cobre. Este revestimiento añadió quince toneladas a su desplazamiento quedando con 235 toneladas y alrededor de 242 toneladas de arqueo. Le fue ajustado el timón, se le colocó un molinete de patente en lugar de un cabestrante, se le instaló una cocina Frazer con un horno adjunto en lugar de una cocina común con chimenea, se le instalaron pararrayos, inventados por el Sr. Harris, en todos los mástiles, bauprés y en la botavara del foque. Los palos, velas y jarcias eran los mejores de la época y para completar el equipamiento marinero se le proveyó de seis botes de calidad superior, especialmente construidos para la nave. Entre el instrumental se embarcaron veintidós cronómetros para determinar la longitud y cinco simpiesómetros para medir la presión atmosférica.

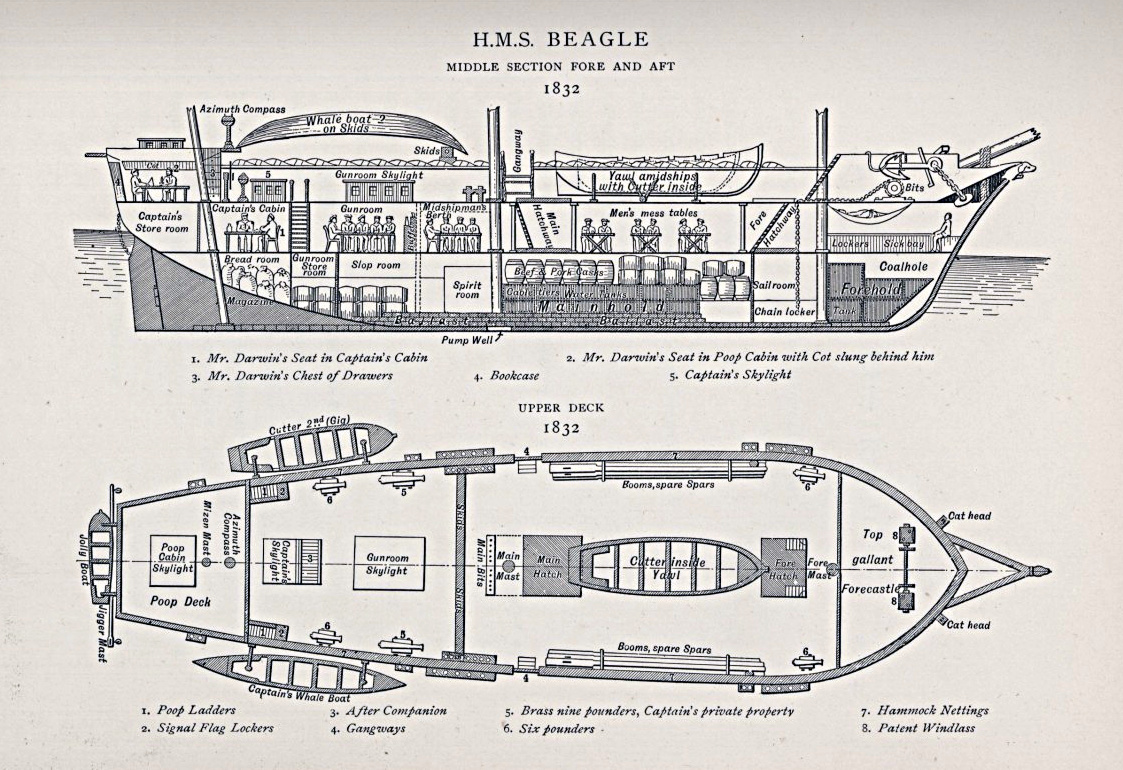
El Beagle en 1832, durante su segundo viaje.

Fitz-Roy preocupado por recoger información útil durante el viaje, propuso a Hidrografía que se buscara una persona bien educada y científico con quién estaba dispuesto a compartir su alojamiento. El comandante Beaufort aprobó la sugerencia y realizó varias gestiones que terminaron por nombrar al Sir Charles Darwin, nieto del Doctor Darwin el poeta, joven de capacidad promisoria muy aficionado a la geología y a todas las ramas de la historia natural. Darwin aceptó embarcarse pero con las condiciones de que tendría la libertad de dejar el Beagle y retirarse de la expedición cuando él lo estimara adecuado y que pagaría una parte justa de los gastos de la cámara del comandante de la nave. Durante el viaje Darwin pasó mucho tiempo fuera del buque, regresando a bordo de acuerdo a fechas programadas cuando el Beagle regresaba a puerto. Hizo largos viajes hacia el interior de la Patagonia y en las costas de Chile. Desde el puerto de Valparaíso viajó a Mendoza, Argentina, a través de la Cordillera de los Andes. En esa provincia, en marzo de 1835 describió, en Paramillos de Uspallata, una secuencia sedimentaria, con más de 52 troncos fósiles del Triásico, en posición de vida. Un monumento recuerda su paso por ese lugar.
De los casi cinco años que duró la expedición, Darwin estuvo tres años y tres meses en tierra y dieciocho meses en la mar. 
Además, Fitz-Roy obtuvo autorización para embarcar a un artista, el Sir Augustus Earle, a Sir George James Stebbing como persona capacitada para el mantenimiento de los cronómetros y reparación de los otros instrumentos de a bordo y al joven catequista Richard Matthews. La dotación definitiva de oficiales y hombres (incluidos los infantes de marina y los niños) era de sesenta y cinco, pero, con los supernumerarios mencionados, cuando el Beagle zarpó de Inglaterra, eran setenta y cuatro personas.
La nave zarpó de Plymouth el 27 de diciembre de 1831 y fondeó en Río de Janeiro el 4 de abril de 1832 luego de haber hecho escala en Tenerife, Cabo Verde, rocas San Pedro y San Pablo, Fernando Noronha, Salvador de Bahía, islotes Abrolhos y cabo Frío. Entre el 5 de abril y el 5 de julio permaneció en el área Río de Janeiro - Salvador de Bahía verificando la distancia meridiana entre ambos lugares y estableciendo sus longitudes exactas.
El 22 de agosto de 1832 comenzó los trabajos hidrográficos desde el río De la Plata al sur. En diciembre recaló a Tierra del Fuego, el 22 del mismo mes cruzó el cabo de Hornos en medio de un fortísimo temporal, fondeando en las afueras de caleta Saint Martin el 24. Su idea inicial era dejar a York Minster y Fuegia Basket cerca de puerto March entre los kawésqar y a Jemmy Button en Wulaia junto a los suyos, pero esto varió radicalmente al solicitarle York Minster que lo dejara junto a Jemmy Button, por lo que finalmente se dirigió a Goree Roads, entre la isla Navarino y la isla Lennox, donde fondeó el 18 de enero de 1833. Al día siguiente Fitz-Roy partió en cuatro embarcaciones hacia Wulaia, con los tres fueguinos, Matthews, Darwin, eran en total treinta hombres. El 23 de enero arribaron a Wulaia e inmediatamente iniciaron la construcción de tres cabañas, una para Matthews, otra para Jemmy Button y la tercera para York Minster y Fuegia Basket, con sus respectivas huertas, delimitaron un espacio y colocaron centinelas, los nativos comenzaron a llegar en forma pacífica. Jemmy se reencontró con su madre, dos hermanas y cuatro hermanos, su padre había muerto. El 28 de enero Fitz-Roy decidió enviar de regreso al Beagle dos embarcaciones, dejar a Matthews y los fueguinos en sus cabañas y él con los otros dos botes partió a levantar el brazo Noroeste del canal de Beagle y el seno Ballenero. A los nueve días regresó a Wulaia encontrando que las cabañas habían sido saqueadas por los nativos, el joven Matthews pidió ser reembarcado pues sentía que su vida corría peligro y dejó en tierra a los tres fueguinos civilizados y regresó a su nave.

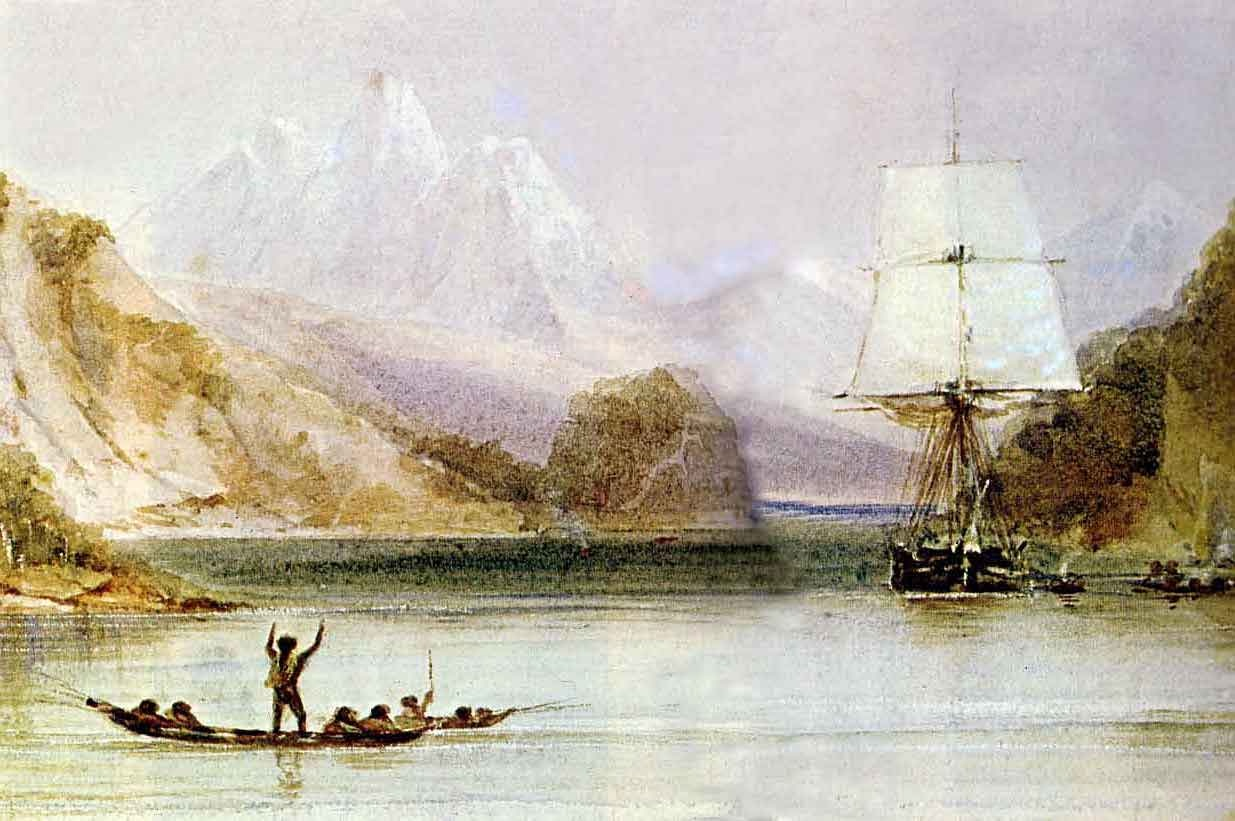
El HMS Beagle en Tierra del Fuego. Cuadro de Conrad Martens, artista del barco en 1833.

El 15 de marzo de 1833 el Beagle llegó a las islas Malvinas justo cuando los británicos habían vuelto a ocuparlas. Ahí compró una goleta para que le ayudara en los trabajos de levantamiento, bautizada Adventure, regresó con ambas naves a la Patagonia donde lo reparó y le cambió los cobres del fondo, permaneció en la zona de la Patagonia argentina hasta el 26 de enero de 1834 en que junto con el Adventure tomaron rumbo al estrecho de Magallanes para completar los trabajos del área. El 5 de marzo de 1834 Fitz-Roy con el Beagle fondeó en Wulaia para saber de los tres fueguinos, las cabañas estaban abandonadas pero en un bote llegó Jemmy Button con quién se ve por última vez. El 9 de junio el Beagle y la Adventure zarparon de puerto del Hambre a través de los canales Magdalena y Cockburn hacia Chiloé fondeando en San Carlos de Ancud el 27 de junio de 1834. Fitz Roy permaneció en Chile hasta fines de julio de 1835, durante ese tiempo efectuó, entre otros, los levantamientos del golfo de Ancud, la costa oeste de la isla grande de Chiloé, el archipiélago de los Chonos, el golfo de Arauco, las islas Mocha y Santa María, Coquimbo y La Herradura. Pasó el invierno en Valparaíso trabajando en los antecedentes acumulados hasta ese momento, enviando al Almirantazgo las cartas de la costa este de la Patagonia, de la Tierra del Fuego y de las islas Malvinas. Presenció desde San Carlos la erupción del volcán Osorno el 19 de enero de 1835 y mientras estaba fondeado en Valdivia sintió el terremoto, que el 20 de febrero de 1835, azotó la zona sur de Chile destruyendo gran parte de la ciudad de Concepción. Participó activamente en el rescate de la tripulación del HMS Challenger, un navío de veintiocho cañones que varó el 19 de mayo de 1835 en la punta Morguilla cerca de la desembocadura del río Lebu. Estando en Valparaíso vendió la Adventure por órdenes superiores.
El 19 de julio arribó a El Callao donde permaneció hasta el 7 de septiembre fecha en que zarpó rumbo a las islas Galápagos. Permaneció en las Galápagos desde 15 de septiembre al 20 de octubre, fecha en que zarpó rumbo a Tahití. Del 15 al 19 de noviembre permaneció en Tahití, del 21 al 30 de diciembre en Nueva Zelandia, del 11 de enero de 1836 al 13 de marzo en Australia, del 31 de marzo al 12 de abril en las islas Keeling investigando los arrecifes de coral, el 29 de abril fondeó en Port Louis en Mauricio, el 9 de mayo pasó cerca de Madagascar y fondeó en bahía Simón en el cabo de Buena Esperanza, luego continuó a la isla Santa Elena, a Ascensión, Salvador de Bahía, Pernambuco, Cabo Verde, las Azores y fondeó en Falmouth el 2 de octubre de 1836 después de una ausencia de cuatro años y nueve meses de Inglaterra.

## Tercer viaje (1837-1843)
En la época, para Gran Bretaña la conexión con sus posesiones en Australia era de la mayor importancia. De las costas australianas, las del noroeste eran las menos conocidas y a fines de 1836, se especulaba que las profundas bahías de ese sector recibían las aguas de grandes ríos, cuyo conocimiento no solo abriría rutas hacia el interior, sino que facilitaría la colonización de esa parte de Australia tan cercana de sus territorios de la India del este; por esto el Almirantazgo determinó enviar una expedición para explorar y levantar esa parte de las costas australianas.

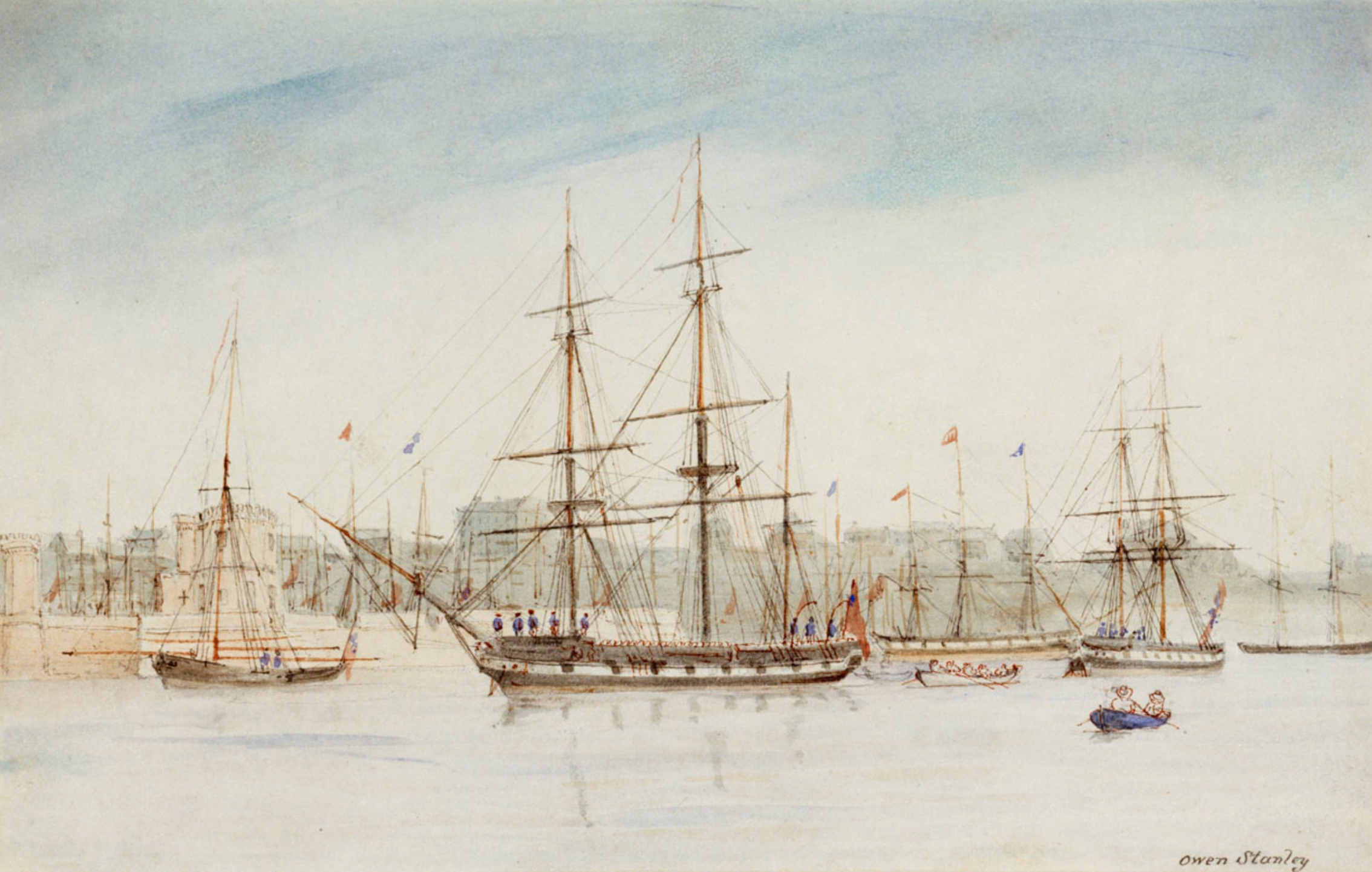
En 1837 el Beagle zarpó para investigar en Australia. Esta imagen es una acuarela elaborada por Owen Stanley en 1841.

En la segunda semana de febrero de 1837, se designó al HMS Beagle bajo el mando del comandante John Clements Wickman para que cumpliera esa comisión, oficial que había participado en las dos etapas anteriores del Beagle, en la primera a bordo del Adventure y en la segunda como segundo comandante del Beagle. En junio de 1841 el comandante Wickman, por enfermedad, entregó el mando del Beagle a su segundo comandante, teniente John Lort Stokes, quien se había desempeñado como guardiamarina en el primer viaje del Beagle y como oficial ayudante de hidrografía en el segundo. 
Las órdenes del Almirantazgo fueron explorar ciertas partes de la costa noroeste de New Holland (Nueva Holanda) y levantar los estrechos de Bass y Torres determinando en estos las mejores rutas de navegación. Debería zarpar desde el puerto de Plymouth para comparar los cronómetros, dirigirse a Santa Cruz de Tenerife, y en ese tránsito pasar por el lugar llamado Eight Stones para verificar sus existencias y permanecer tres días en Tenerife para comparar los cronómetros, proseguir a Salvador de Bahía para reabastecerse y luego a bahía Simons en el cabo de Buena Esperanza y sin perder tiempo dirigirse directamente al río Swan, Perth, reaprovisionarse y comenzar el levantamiento alrededor de Dampier Land, bahías Roebuck y Cygnet e investigar la existencia de otros ríos en bahía Collier: completar el reconocimiento y levantamiento de Shark Bay y Exmouth Gulf y luego dirigirse al estrecho de Bass. Teniendo como puerto base Sídney, debía efectuar el reconocimiento y levantamiento del estrecho de Torres y de todo el espacio comprendido entre cabo York y la costa sur de Nueva Guinea.
El comandante Wickman y Stokes dieron cabal cumplimiento a estas órdenes para lo cual el Beagle zarpó de Plymouth, con una dotación de sesenta y cuatro personas, el 5 de julio de 1837. El 18 del mismo mes pasaron sobre la posible ubicación de Eight Stones sin encontrarlas, estuvieron del 20 al 23 de julio en Santa Cruz de Tenerife. El 10 de agosto cruzaron la línea del ecuador efectuando la tradicional ceremonia en honor del Dios Neptuno. El 17 de agosto arribaron a Salvador de Bahía. El 25 del mismo mes zarparon hacia el cabo de Buena Esperanza, fondeando en bahía Simons el 21 de septiembre. El 12 de octubre zarparon en demanda del río Swan. El 1 de noviembre avistaron la isla Ámsterdam a la que se acercaron lo suficiente para determinar su posición como también la de la isla Saint Paul. El 15 de noviembre de 1837 avistaron la isla Rottenest y en la tarde de ese mismo día fondearon en Gage's Road, río Swan, Perth. 
En Australia, el Beagle efectuó múltiples etapas de reconocimiento y levantamiento de la costa y mares adyacentes, las que podemos resumir en las siguientes: 

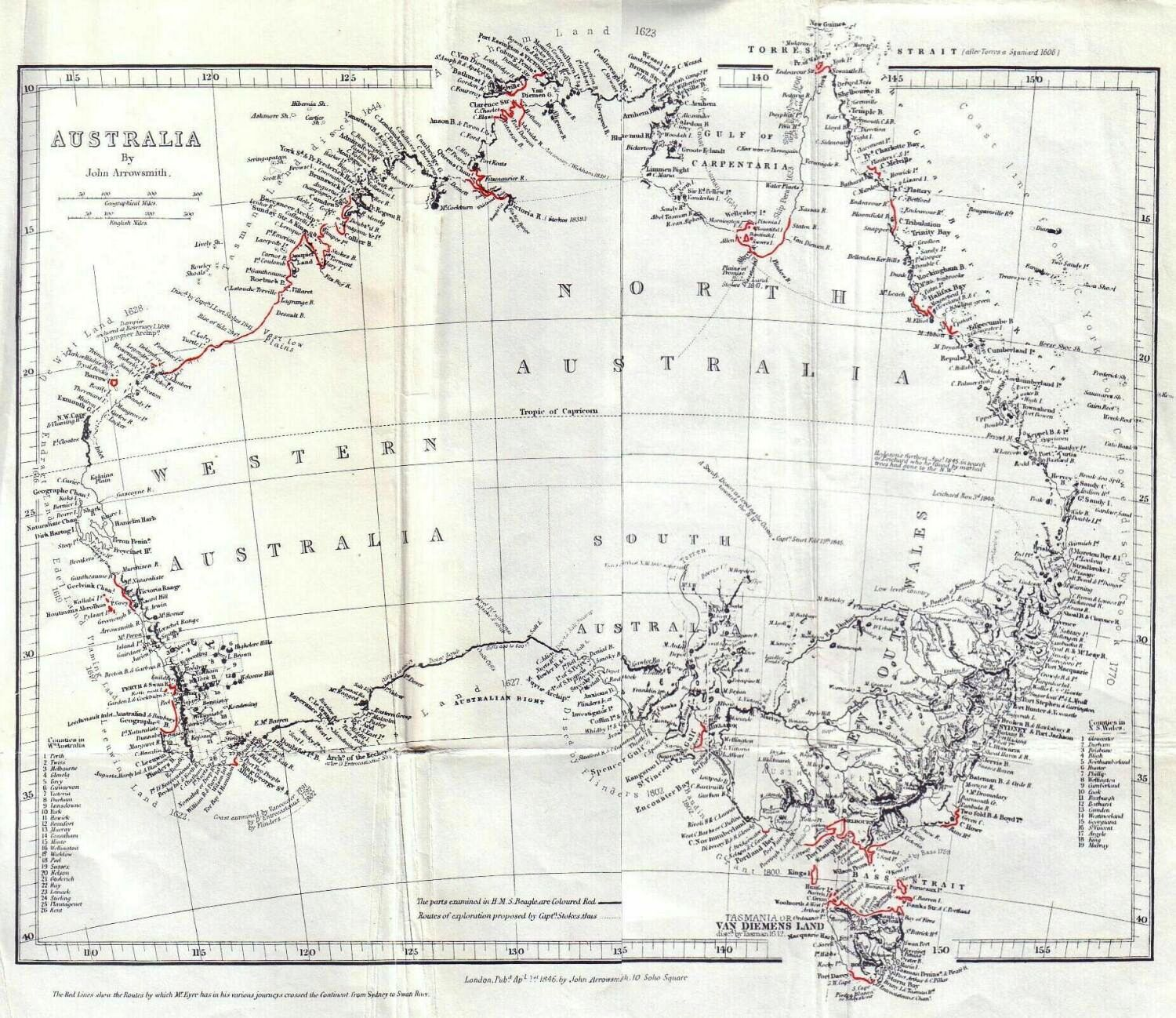
«Mapa general de Australia», en el que aparecen en rojo las costas exploradas por el Beagle.

- 4 de enero de 1838 al 25 de mayo de 1838: Primer trabajo de reconocimiento hacia el área de Dampier Land.
- 20 de junio de 1838 a 24 de julio de 1838: Se traslada desde Perth hasta Sídney, recalando en Tasmania. Permanece en Sídney hasta el 11 de noviembre del mismo año.
- 11 de noviembre de 1838 a marzo de 1839: Trabajos de levantamiento en el estrecho de Bass y alrededores. Regresa a Sídney.
- 22 de mayo de 1839 a 31 de enero de 1840: Trabajos en estrecho Torres, efectuando reconocimiento de la costa este de Australia llega hasta Puerto Essington en el mar de Arafura. Reconoce la costa de Timor. Descubre el río Victoria. Regresa a Perth puerto en el que permanece hasta abril de 1840.
- 4 de abril de 1840 a 24 de octubre de 1840: Levantamiento del mar de Arafura y las costas de Timor. Regresa a Perth.
- 25 de octubre de 1840 a 23 de diciembre de 1840. Se dirige al estrecho de Bass y Tasmania. Regresa a Sídney puerto en el que permanece hasta julio de 1841.
- 26 de julio de 1841 a noviembre de 1841: Trabajos de reconocimiento y levantamiento en el golfo de Carpentaria. Regresa a Perth.
- 23 de noviembre de 1841 a abril de 1843: Trabajos de levantamiento en Tasmania y estrecho Bass. Regresa a Perth.
- 6 de mayo de 1843 zarpa de Perth de regreso a Inglaterra pasando a la vista de las islas Mauricio, cabo Buena Esperanza, islas Santa Helena, Ascensión y Cabo Verde, fondeando en Spithead, Inglaterra el 30 de septiembre de 1843 después de seis años y tres meses de ausencia. El 18 de octubre de 1843, en Woolwich, la tripulación es pagada y recibe sus certificados de embarque.

## Últimos días
En 1845 fue transformado en buque guardacostas y posteriormente fue transferido al servicio de aduana para controlar el contrabando en la costa de Essex, en la orilla norte del estuario del río Támesis. En 1851 los operadores de las empresas de ostras pidieron su eliminación por obstruir el río por lo que con fecha 25 de mayo de 1851 fue renombrado como WV N°7. En 1870 fue vendido para desguace.

## Réplicas
En el año 2009 se conmemoraron los doscientos años del nacimiento de Darwin y los ciento cincuenta años de la publicación de “El origen de las especies” de Charles Darwin, por lo que un grupo de empresarios británicos planeó construir para esa fecha una réplica de la nave para recrear el segundo viaje de exploración de Fitz-Roy con Darwin como naturalista a bordo. La idea era seguir la ruta del Beagle alrededor del mundo con una tripulación de jóvenes científicos pero lamentablemente el proyecto fue pospuesto por falta de financiamiento.
El 31 de diciembre de 2011 se anunció la construcción de una réplica del HMS Beagle en el Museo Nao Victoria en la ciudad de Punta Arenas, Chile. El 1 de noviembre de 2012, se inició la construcción de la réplica a tamaño real del HMS Beagle, labrando la quilla en madera de coigüe de Magallanes; el 15 de enero de 2013, con participación del alcalde de la ciudad se coloca la cuaderna maestra de la réplica del HMS Beagle. El 7 de febrero de 2013 la prensa nacional chilena comienza a informar sobre la noticia y el 21 de noviembre de 2016 se completa la construcción con la puesta de los mástiles.

Réplica 1:1 del HMS Beagle
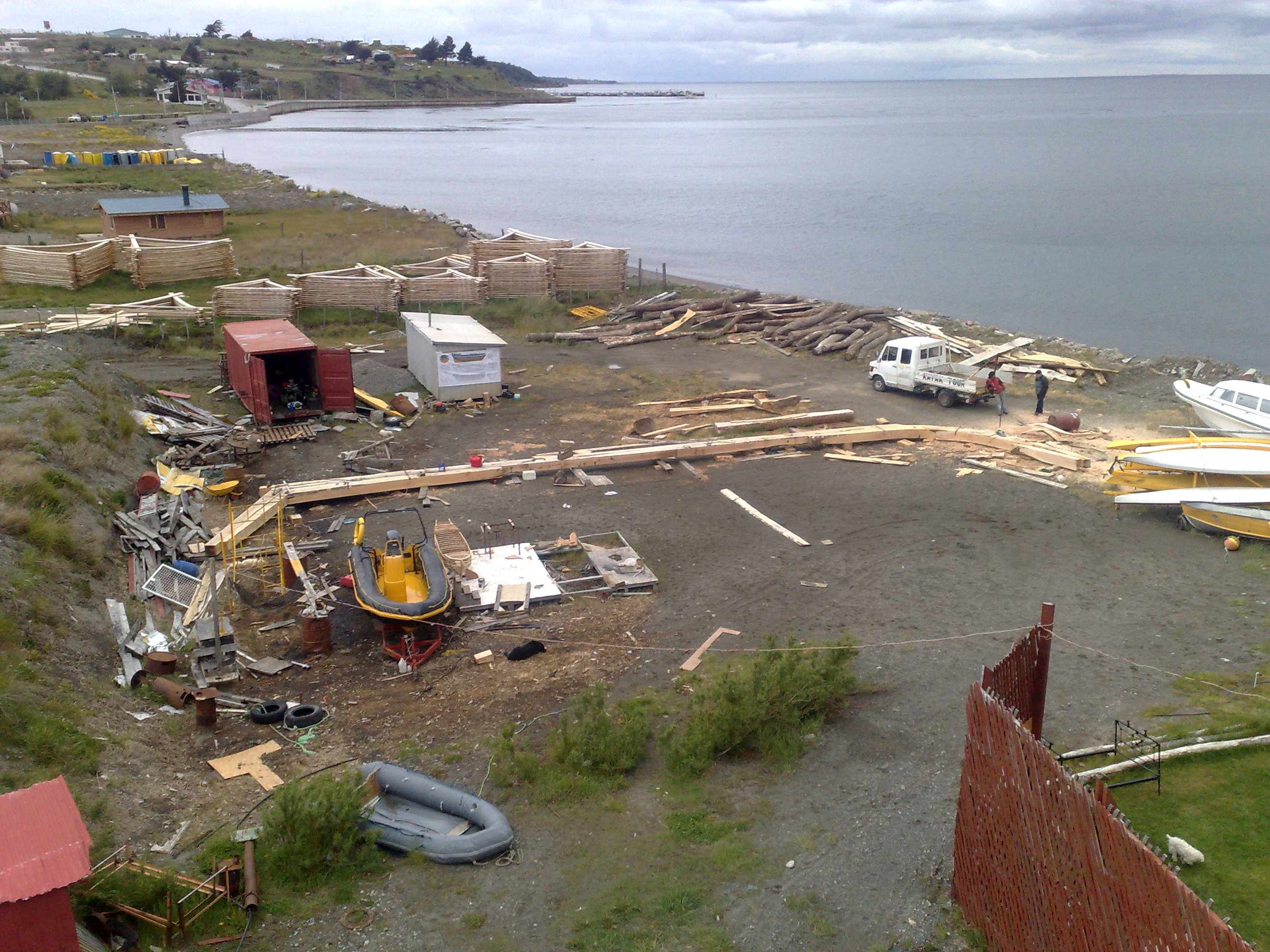
Proa, quilla y popa de la réplica 1:1 del HMS Beagle en el Museo Nao Victoria de Punta Arenas, Chile.
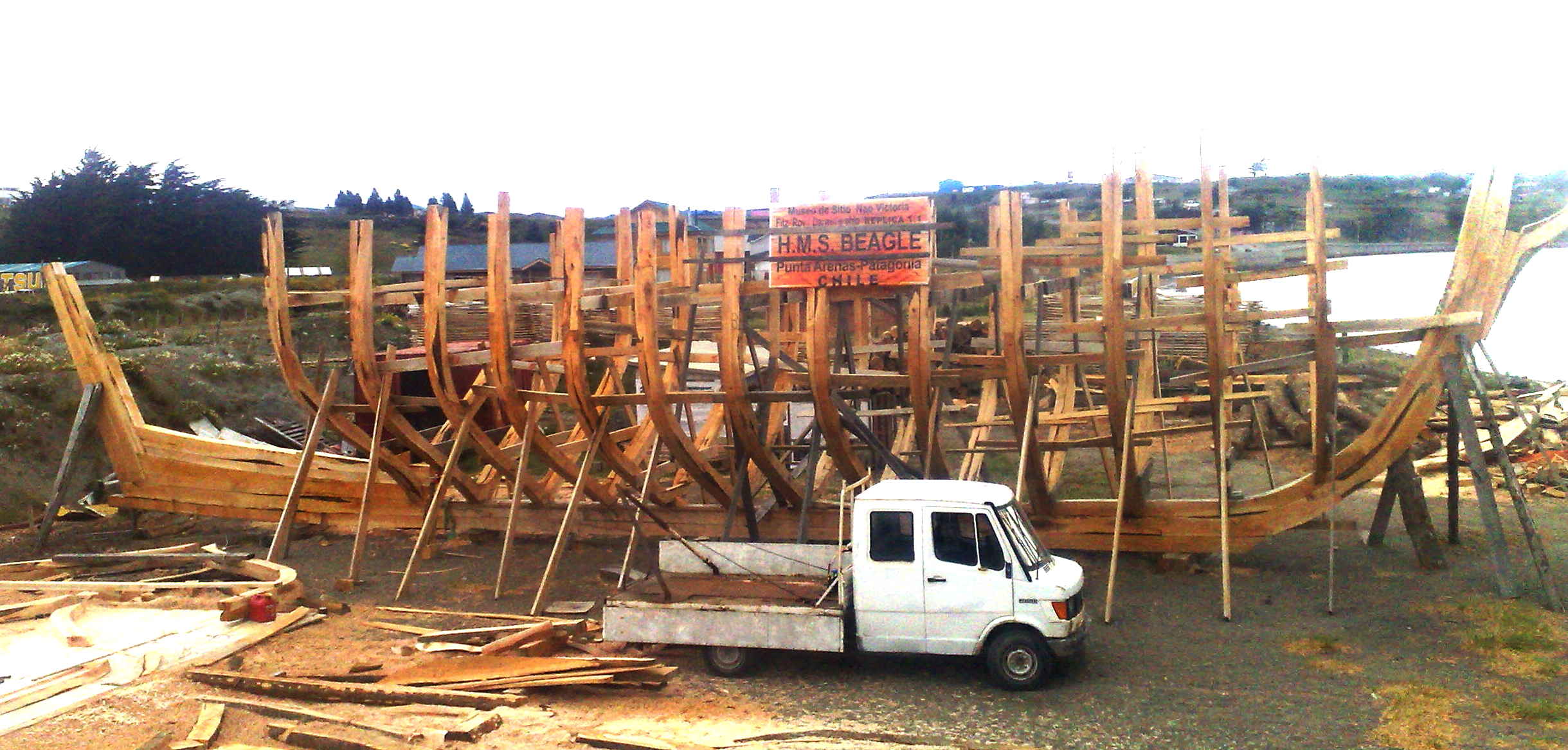
Las primeras cuadernas de la réplica a tamaño real del HMS Beagle en el Museo Nao Victoria de Punta Arenas, Chile.
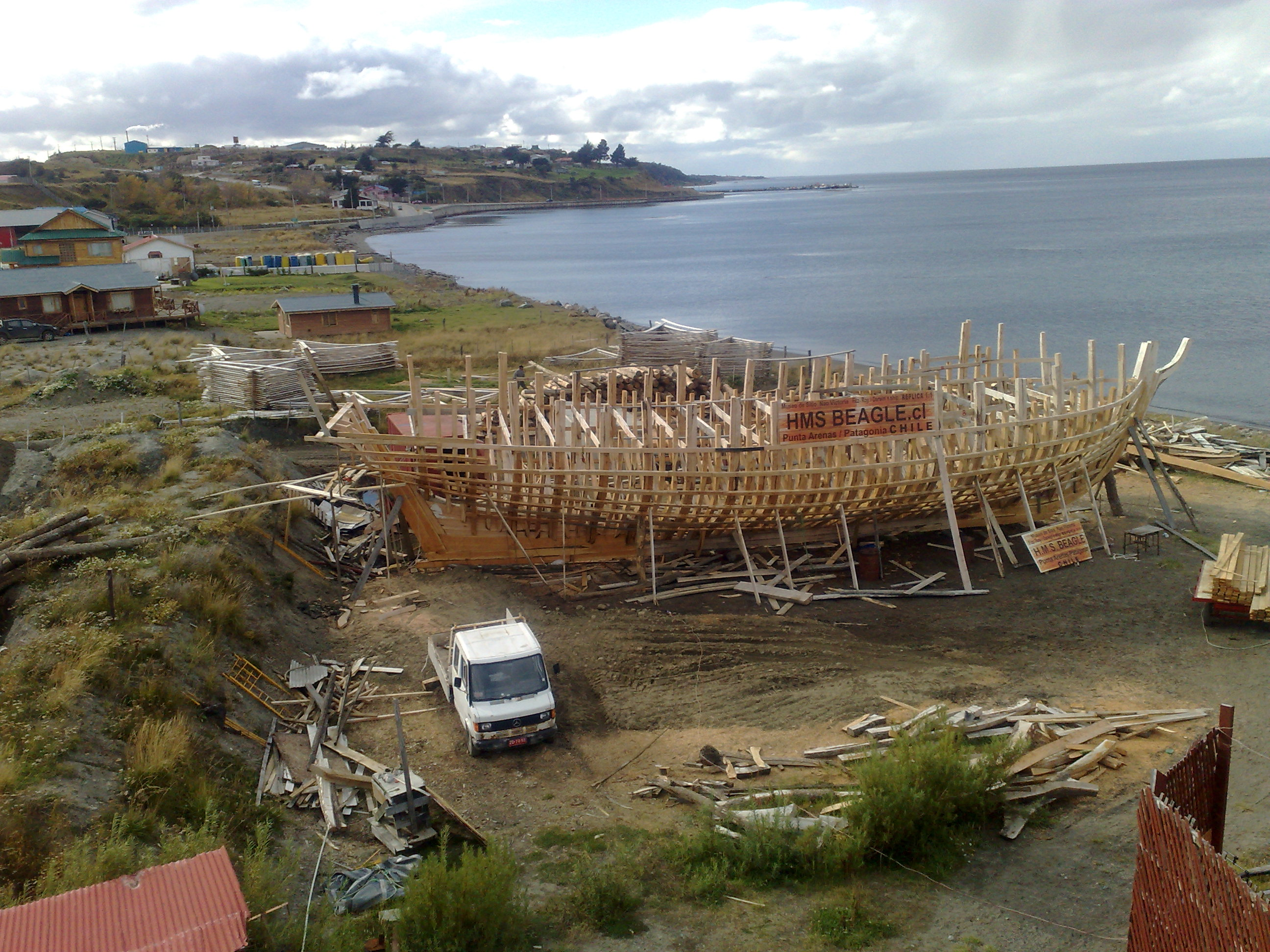
Vista de estribor (20 de marzo de 2013).
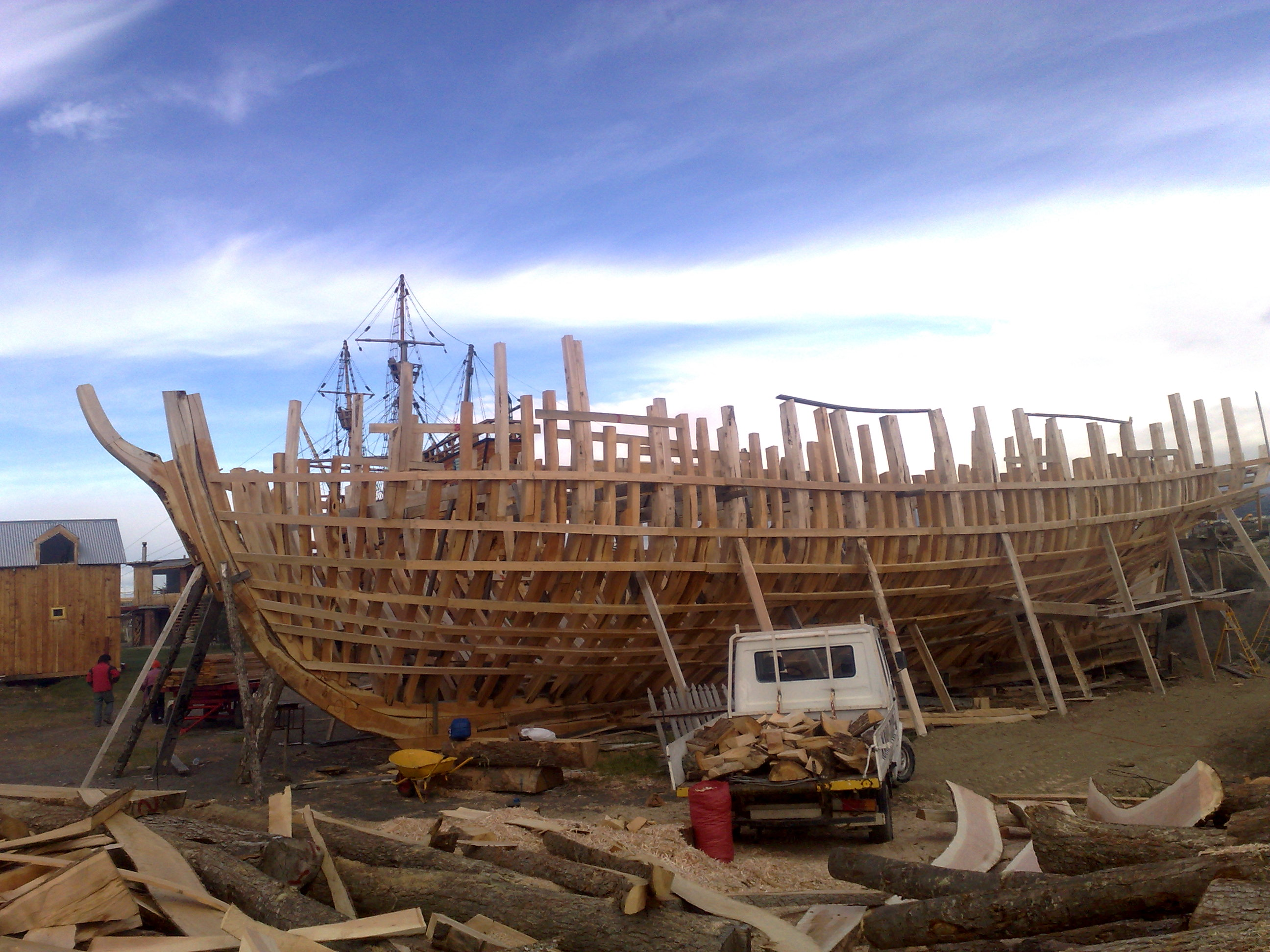
Vista de babor de la réplica del Beagle (20 de marzo de 2013).
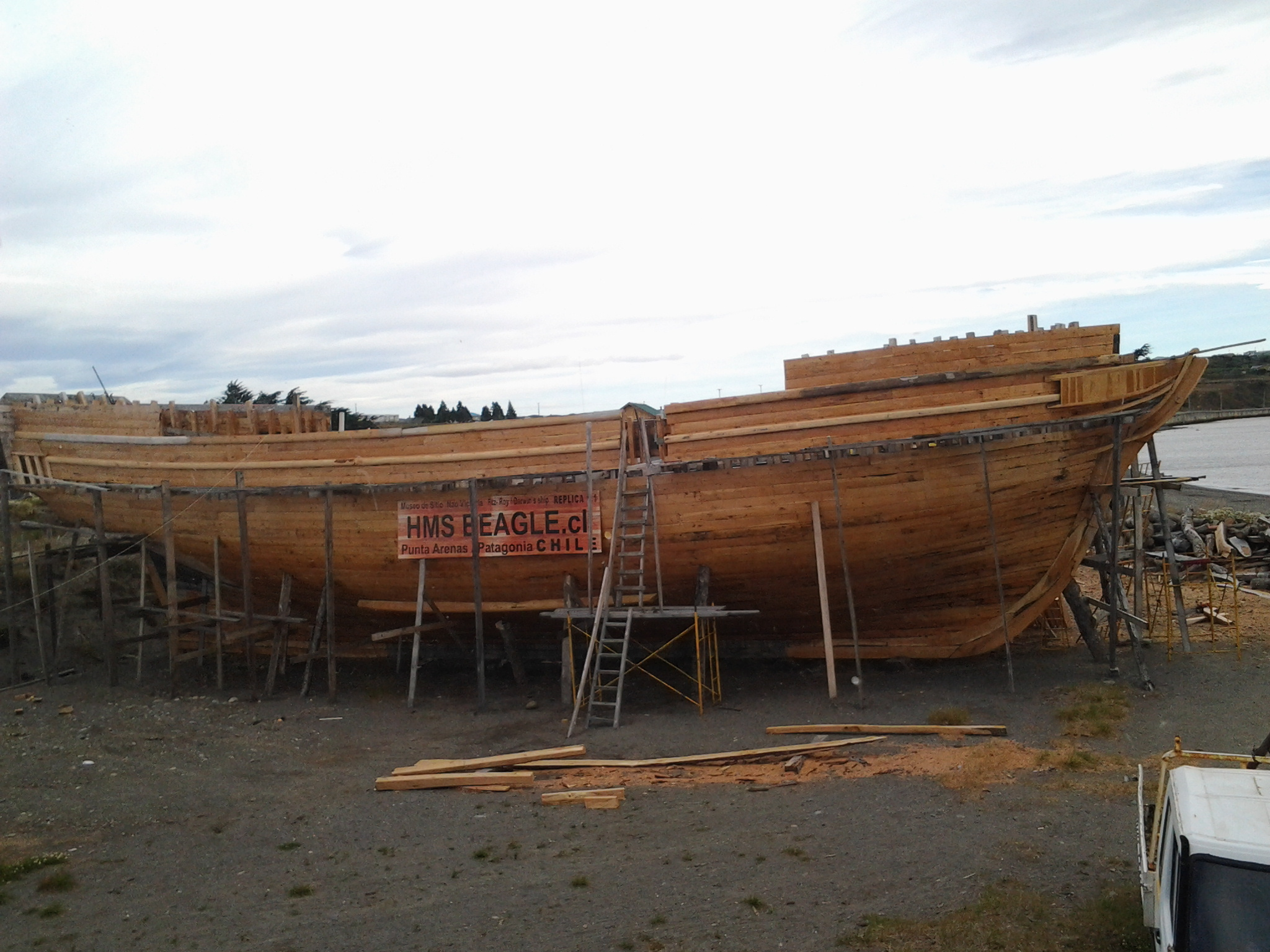
Estado de los trabajos en febrero de 2014.
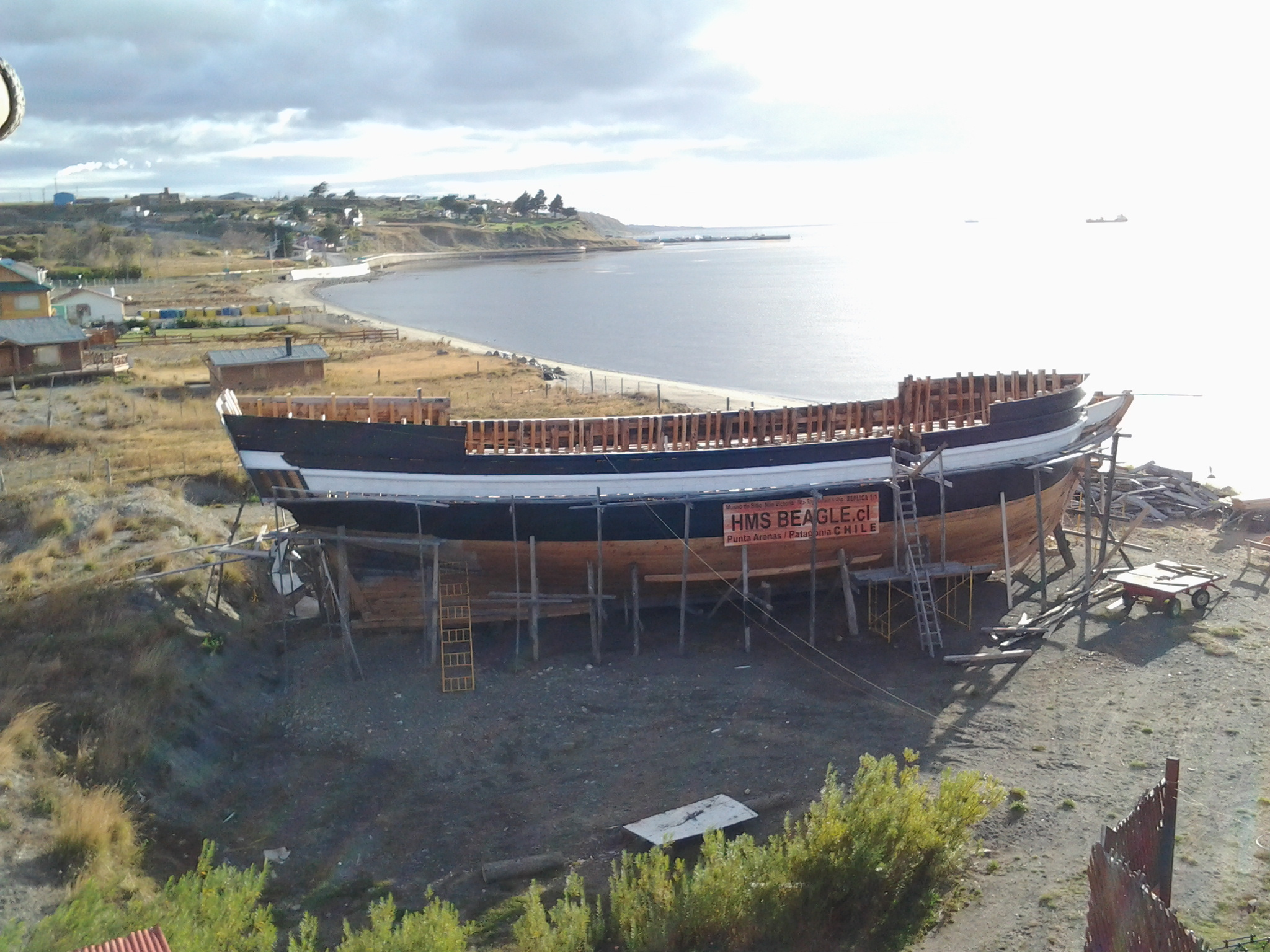
Vista del casco completo y pintado de la primera réplica a escala 1:1 del HMS Beagle.
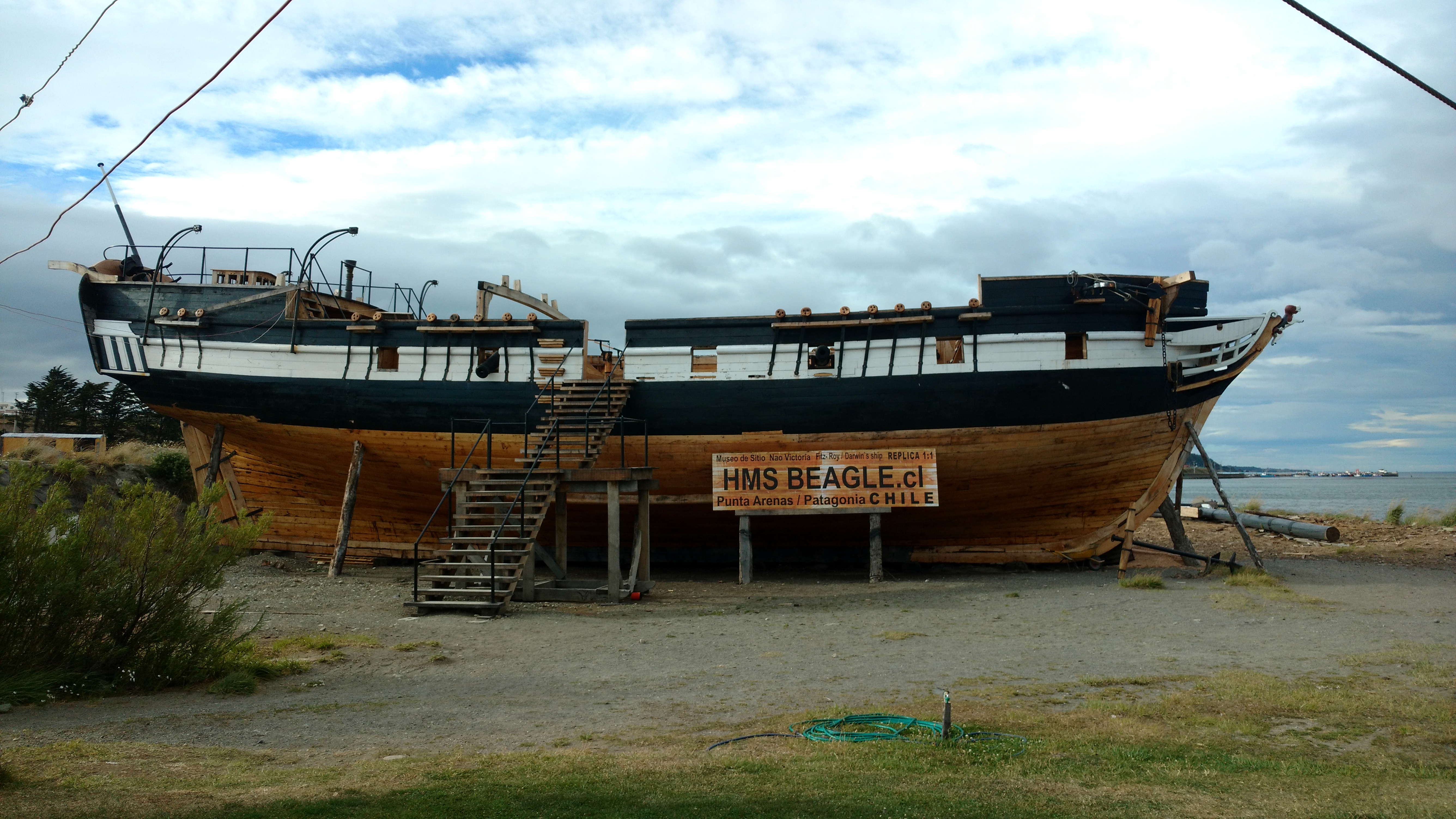
Vista de la réplica del HMS Beagle en febrero de 2016.